# Pensamiento débil
El pensamiento débil (pensiero debole) es un concepto acuñado por Gianni Vattimo confluyente con el movimiento intelectual más genérico de la postmodernidad, muy influyente en las décadas de 1980 y 1990. Sus principales influencias se encuentran en la filosofía de Martin Heidegger y Friedrich Nietzsche.
De acuerdo con Gianni Vattimo, su principal y originario exponente, el pensamiento débil nace del intento de realizar una relectura “urbanizadora” del pensamiento de Martin Heidegger, semejante en esto al proyecto de la ontología hermenéutica desarrollado por Hans-Georg Gadamer, pero con una orientación decididamente más radical desde la que el nihilismo, que incluso para Heidegger mismo era considerado como un riesgo para el Ser, resulta  releído en clave nietzscheana como su auténtico destino, que no sería otro que el de una disolución progresiva en tanto que fundamento objetivo.

Frente a una lógica férrea y unívoca, [el pensamiento débil es] necesidad de dar libre curso a la interpretación; frente a una política monolítica y vertical del partido, necesidad de apoyar a los movimientos sociales transversales; frente a la soberbia de la vanguardia artística, recuperación de un arte popular y plural; frente a una Europa etnocéntrica, una visión mundial de las culturas.
Gianni Vattimo

Su perspectiva es en cierto modo relativista, y valora especialmente la multiculturalidad. El pensamiento débil comparte algunos rasgos con la deconstrucción (Jacques Derrida), en cuanto a la libertad de interpretación no sujeta a una lógica. También está presente en la crisis de las ideologías de finales del siglo XX, considerándose a veces como elemento intelectual del eclecticismo político de la llamada tercera vía (Anthony Giddens).
El Pensamiento débil es un pensamiento anti-metafísico, entendiendo por metafísica la idea de que existe un orden objetivo del ser. Vattimo considera, influido por Heidegger, que el Ser es evento, esto es, apertura de horizontes históricos, semejantes, a su entender, a los paradigmas de Thomas Kuhn. La historia del Ser, de acuerdo al autor, se identifica con la historia de la metafísica, que no sería otra cosa que la sucesión de aquellos horizontes guiada por un telos nihilista, y abarcaría desde el paradigma platónico hasta la hermenéutica misma.
Vattimo ha proyectado políticamente esta posición ontológica. El pensamiento metafísico, sostiene, solo puede ser pensamiento de los vencedores, es decir, de aquellos interesados en mantener vigente el orden dado. El pensamiento débil, en contraposición

únicamente puede ser el de los débiles, sin duda no el de las clases dominantes, que siempre han obrado para mantener y no poner en cuestión el orden establecido del mundo.
Gianni Vattimo